# Световно първенство по ски алпийски дисциплини 2007
Световното първенство по алпийски ски през 2007 г. се провежда от 3. до 18 февруари 2007 в Оре, Швеция. Провеждат се стартове в дисциплините спускане, супер-гигантски слалом, гигантски слалом, слалом, супер-комбинация и отборно. Австрия печели най-много медали – девет, от които три златни. Общо девет държави печелят медали.

## Класиране по медали
| No | Държава   | Злато | Сребро | Бронз | Общо |
| 1  | Австрия   | 3     | 3      | 3     | 9    |
| 2  | Швеция    | 3     | 2      | 2     | 7    |
| 3  | Норвегия  | 2     | 0      | 0     | 2    |
| 4  | Швейцария | 1     | 1      | 4     | 6    |
| 5  | Италия    | 1     | 1      | 1     | 3    |
| 6  | Чехия     | 1     | 0      | 0     | 1    |
| 7  | САЩ       | 0     | 3      | 0     | 3    |
| 8  | Канада    | 0     | 1      | 0     | 1    |
| 9  | Франция   | 0     | 0      | 1     | 1    |

## Резултати

### Супер-гигантски слалом мъже
Супер-гигантският слалом на мъжете е първото състезание на първенството и се провежда на 6 февруари.
| Място | Име             | Държава   | Време   |
| ----- | --------------- | --------- | ------- |
| 01    | Патрик Щаудахер | Италия    | 1:14.30 |
| 02    | Фриц Щробъл     | Австрия   | 1:14.62 |
| 03    | Бруно Кернен    | Швейцария | 1:14.92 |

### Супер-гигантски слалом жени
Супер-гигантският слалом на жените се провежда на 6 февруари след супер-гигантския слалом на мъжете.
| Място | Име            | Държава | Време   |
| ----- | -------------- | ------- | ------- |
| 01    | Аня Першон     | Швеция  | 1:57.69 |
| 02    | Джулия Манкузо | САЩ     | 1:58.50 |
| 03    | Марлис Шилд    | Австрия | 1:58.54 |

### Супер-комбинация мъже
Супер-комбинацията на мъжете се провежда на 8 февруари. Победителят Даниел Албрехт печели първата световна титла за Швейцария от 2001 година. Олимпийският шампион от Торино 2006 Тед Лигети отпада в слалома. След спускането води Боди Милър, но той завършва на шесто място в крайното класиране. 
| Място | Име            | Държава   | Спускане     | Слалом    | Общо    |
| ----- | -------------- | --------- | ------------ | --------- | ------- |
| 01    | Даниел Албрехт | Швейцария | 1:37.66 (6)  | 51.33 (5) | 2:28.99 |
| 02    | Бенямин Райх   | Австрия   | 1:38.24 (12) | 50.83 (1) | 2:29.07 |
| 03    | Марк Берто     | Швейцария | 1:37.94 (9)  | 51.29 (4) | 2:29.23 |

### Супер-комбинация жени
Супер-комбинацията на жените се провежда на 8 февруари. Печели шведката Аня Першон, която по този начин спечелва втория си златен медал от първенството и общо шестата си световна титла. 
| Място | Име            | Държава | Спускане    | Слалом    | Общо    |
| ----- | -------------- | ------- | ----------- | --------- | ------- |
| 01    | Аня Першон     | Швеция  | 1:11.00 (1) | 46.69 (6) | 1:57.69 |
| 02    | Джулия Манкузо | САЩ     | 1:11.95 (2) | 46.55 (5) | 1:58.50 |
| 03    | Марлийс Шилд   | Австрия | 1:12.91 (9) | 45.63 (1) | 1:58.54 |

### Спускане мъже
Спускането на мъжете се провежда на 11 февруари. Печели го норвежецът Аксел Лунд Свиндал. Бронзовият медалист Патрик Йербин става най-възрастният медалист от световно първенство — на 37 години. 
| Място | Име                | Държава  | Време   |
| ----- | ------------------ | -------- | ------- |
| 01    | Аксел Лунд Свиндал | Норвегия | 1:44.68 |
| 02    | Ян Худец           | Канада   | 1:45.40 |
| 03    | Патрик Йербин      | Швеция   | 1:45.65 |

### Спускане жени
Спускането на жените се провежда на 11 февруари след спускането на мъжете. Печели го Аня Першон, като по този начин става първата скиорка, печелила титли във всичките пет алпийски дисциплини. С тази титла златните ѝ медали от първенството стават три, а общо — осем. Втората, Линдзи Килдоу, печели първия медал от спускане за САЩ при жените след 1997 година. 
| Място | Име           | Държава | Време   |
| ----- | ------------- | ------- | ------- |
| 01    | Аня Першон    | Швеция  | 1:26.89 |
| 02    | Линдзи Килдоу | САЩ     | 1:27.29 |
| 03    | Никол Хосп    | Австрия | 1:27.37 |

### Гигантски слалом жени
Гигантският слалом на жените се провежда на 13 февруари. Печели го австрийката Никол Хосп пред шведката Мария Пиетиле-Холмнер и италианката Денизе Карбон. Победителката от предишните три дисциплини — Аня Першон — отпада във втория манш.
| Място | Име                   | Държава | Първи манш | Втори манш | Общо    |
| ----- | --------------------- | ------- | ---------- | ---------- | ------- |
| 01    | Никол Хосп            | Австрия | 1:13.80    | 1:17.92    | 2:31.72 |
| 02    | Мария Пиетиле-Холмнер | Швеция  | 1:13.84    | 1:18.73    | 2:32.57 |
| 03    | Денизе Карбон         | Италия  | 1:14.54    | 1:18.15    | 2:32.69 |

### Гигантски слалом мъже
Гигантският слалом на мъжете се провежда на 14 февруари. Печели го норвежецът Аксел Лунд Свиндал, пред швейцарците Даниел Албрехт и Дидие Кюш.
За България участват Стефан Георгиев (36-о място), Килиан Албрехт (отпада в първия манш) и Деян Тодоров (отпада в квалификацията).
| Място | Име                | Държава   | Първи манш | Втори манш | Общо    |
| ----- | ------------------ | --------- | ---------- | ---------- | ------- |
| 01    | Аксел Лунд Свиндал | Норвегия  | 1:09.67    | 1:09.97    | 2:19.64 |
| 02    | Даниел Албрехт     | Швейцария | 1:09.44    | 1:10.68    | 2:20.12 |
| 03    | Дидие Кюш          | Швейцария | 1:09.98    | 1:10.58    | 2:20.56 |

### Слалом жени
Слаломът на жените се провежда на 16 февруари. Печели чехкинята Шарка Захробска пред Марлис Шилд и носителката на три златни медала от първенството Аня Першон.
За България участва Мария Киркова, която заема 45-ото място. 
| Място | Име             | Държава | Общо време |
| ----- | --------------- | ------- | ---------- |
| 01    | Шарка Захробска | Чехия   | 1:43.91    |
| 02    | Марлис Шилд     | Австрия | 1:44.02    |
| 03    | Аня Першон      | Швеция  | 1:44.07    |

### Слалом мъже
Слаломът на мъжете се провежда на 17 февруари (квалификацията се провежда на 15 февруари). Печели австриецът Марио Мат, пред италианеца Манфред Мьолг и французина Жан-Баптист Гранж. 
За България Килиан Албрехт печели 13-ото място, Деян Тодоров — 21-вото.  Стефан Георгиев отпада във втория манш на квалификацията. 
| Място | Име               | Държава | Общо време |
| ----- | ----------------- | ------- | ---------- |
| 01    | Марио Мат         | Австрия | 1:57.33    |
| 02    | Манфред Мьолг     | Италия  | 1:59.14    |
| 03    | Жан-Баптист Гранж | Франция | 1:59.54    |

### Отборно
Отборното състезание се провежда на 18 февруари.
| Място | Държава   |
| ----- | --------- |
| 01    | Австрия   |
| 02    | Швеция    |
| 03    | Швейцария |